# スフミ・トロリーバス
スフミ・トロリーバス（グルジア語: სოხუმის ტროლეიბუსი、ロシア語: Сухумский троллейбус）は、アブハジアの首都・スフミ市内に存在するトロリーバス。2021年現在はスフミ市が所有するスフミ市トロリーバス行政公社（МУП «Троллейбусное управление Администрации города Сухум»）による運営が行われている。

## 概要
ソビエト連邦（ソ連）時代の1968年1月3日に開通したトロリーバス路線。1980年代末期には最大5系統が運行していたが、2021年現在は下記に記す3系統による運行が実施されている。また1990年代にはアブハジア紛争の影響により全線が運休する事態が起きたものの、復旧以降はそういった大規模な中断はなく運行が継続されている。2010年には新型車両への置き換えによる大規模な近代化が図られている一方、変電所は開通以降更新されておらず老朽化が進んでおり、運転士や予備部品の不足を始めとした今後の課題の1つに位置付けられている。
2019年時点での系統は以下の通り。
| 系統番号 | 起点            | 終点              | 備考                               |
| -------- | --------------- | ----------------- | ---------------------------------- |
| 1        | Новый район     | Центральный рынок |                                    |
| 2        | Маяк (12 школа) | Тхубун            | 電力不足により2020年11月以降運休中 |
| 3        | Старый поселок  | Центральный рынок |                                    |

## 車両
2021年現在、スフミ・トロリーバスで使用されている車両は以下の通り。前述のように2010年に全車両をロシア連邦製の車両に置き換えている。
| 車両形式                      | 車両形式                      | 両数 (2021年10月現在) | 備考・参考 |
| ----------------------------- | ----------------------------- | --------------------- | ---------- |
| ZiU-682                       | ZiU-682G-016.04               | 20両                  |            |
| トロルザ-5275.07 "オプティマ" | トロルザ-5275.07 "オプティマ" | 5両                   |            |